# Бурмистров, Евгений Васильевич
Евге́ний Васи́льевич Бурми́стров (23 сентября 1948, Москва — 30 января 2011) — советский и российский театральный режиссёр, актёр, фотограф; основатель и режиссёр театра в детском оздоровительном лагере «Дубки».

## Биография
Окончил дирижёрско-оркестровое отделение Московского института культуры.
В 1967 году в пионерлагере «Весёлые голоса» создал театр «на Тумановской» и был его бессменным руководителем в течение 44 сезонов. Первой постановкой театра был спектакль «Айболит-67»; последний сезон театра закрылся спектаклем «Вождь краснокожих» (август 2010).

## Творчество
Роли в кино
| Год  | Фильм                     | Роль              | Примечание |
| ---- | ------------------------- | ----------------- | ---------- |
| 1972 | Мушкетёры 4 «А»           |                   |            |
| 1987 | Сильнее всех иных велений | смотритель тюрьмы |            |
| 1991 | Операция «Гелий»          |                   |            |

Фотограф
Был фотографом консерватории; лучшие из его работ выставлялись на выставке в фойе Большого зала Консерватории. Многие фотографии опубликованы в газетах «Культура», «МК», «Известия», «Курьер», «Moscow news», «Вечерняя Москва», журнале «Музыкальная жизнь», а также в альбоме:
- Бурмистров Е. В. Созвездие кумиров : [фотоальбом]. — М. : Наталис, 2010. — 263 с.

## Комментарии
1. ↑  В 1993 году пионерлагерь «Весёлые голоса» был закрыт; театр переехал в оздоровительный лагерь «Дубки» и стал называться «театр в Тумановке»[1].